# Mahnmal

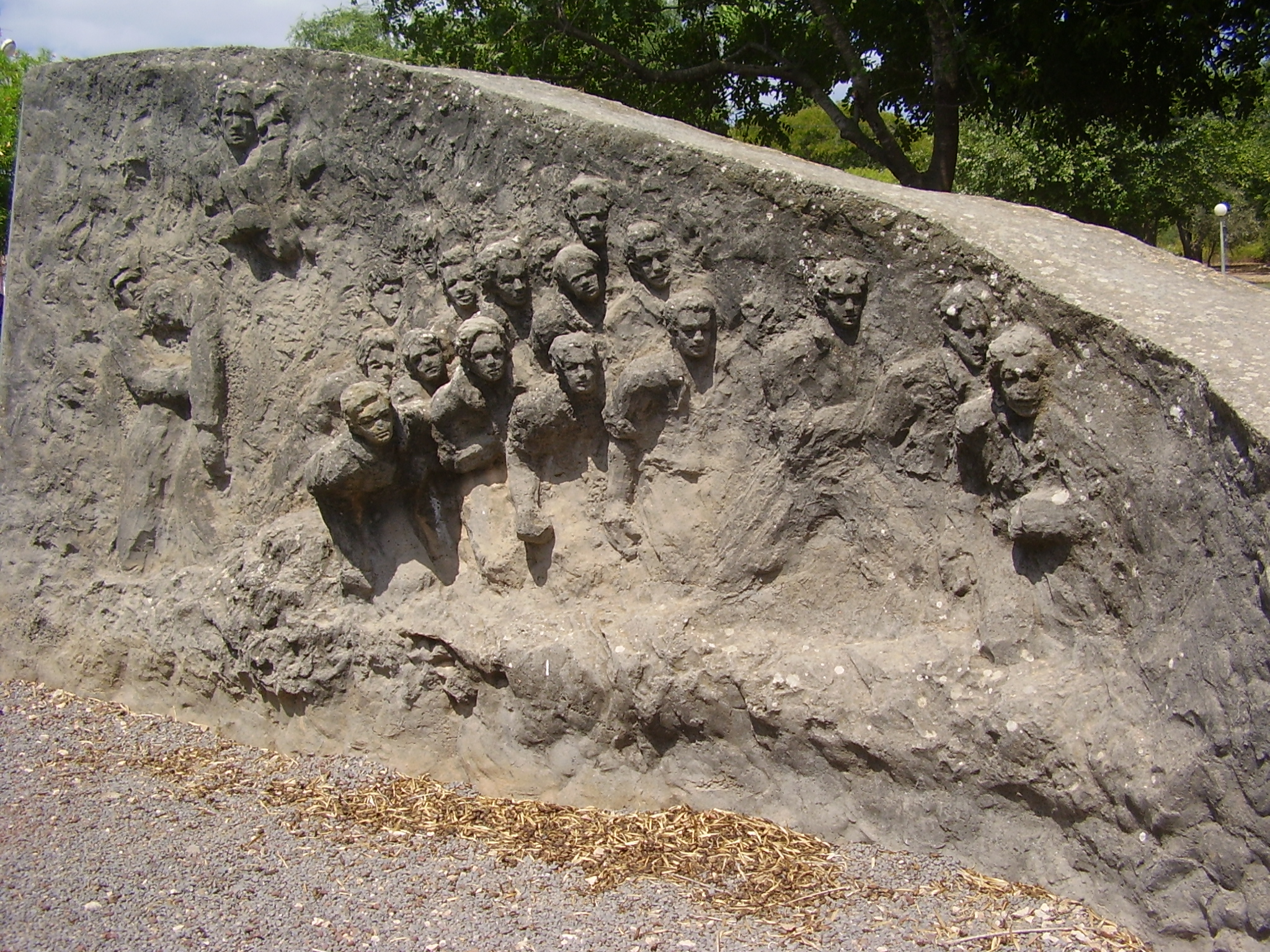
Mahnmal van Batia Lychansky in Kibbuz Bet-Keshet

Mahnmal is een Duits woord met ongeveer de betekenis: waarschuwend of vermanend monument. Het woord is een combinatie van mahnen (vermanen, waarschuwen) en Denkmal (gedenkteken). 
De term is vooral na de Tweede Wereldoorlog in het Duits in zwang gekomen. Er worden gedenktekens mee aangeduid, die de beschouwer niet alleen moeten herinneren aan een gebeurtenis, zoals de Holocaust, maar ook moeten vermanen "opdat dit nooit weer geschiede". 
Mahnmale staan vooral op of nabij voormalige concentratiekampen en andere plaatsen, waar bombardementen en andere gruwelijke gebeurtenissen tijdens of na de Tweede Wereldoorlog hebben plaatsgehad.